# Степанов Андрій Миколайович
Андрій Миколайович Степанов (ест. Andrei Stepanov / рос. Андрей Николаевич Степанов; нар. 16 березня 1979, Таллінн, Естонська РСР) — естонський футболіст, захисник.

## Клубна кар'єра
Вихованець талліннської футбольної школи. У 1994 році дебютував на професіональному рівні в клубі «Таллінна Ялгпаллікол». Наступного року приєднався до команди ТВМК. Протягом трьох років у команді провів лише 16 матчів, а потім перейшов до «Лелле». Граючи за цю команду, привернув увагу одного з найсильніших клубів Естонії — «Флора». У 2000 році став чемпіоном країни, а у 2001-2003 роках тричі поспіль вигравав титул чемпіона Естонії.
У 2004 році перейшов у російське «Торпедо» (Москва). У столичному клубі став гравцем основи, а в 2004 році визнаний найкращим футболістом року в Естонії. У 2006 році вилетів з командою до Першого дивізіону. У 2007 році став гравцем «Хімок», гравцем якого був два роки.
У 2009 році підписав короткотерміновий контракт з «Вотфордом», завдяки чому головний тренер Брендан Роджерс намагався додати досвіду та надійності захисту своєї команди. 7 квітня 2009 року дебютував (і, як виявилося, був його єдиний матч) за свій новий клуб у чемпіонаті в нічийному (2:2) поєдинку проти «Саутгемптона», вийшовши на заміну. Попри те, що грав мало, проте висловив задоволення часом, що провів у «Вотфорді».
У 2009 році Степанов перебрався в азербайджанський «Нефтчі», де грав разом з двома співвітчизниками Дмитром Кругловим і Таві Ряхном. У 2010 році повернувся до «Хімок».
У лютому 2011 року побував на перегляді у клубі шведського Аллсвенскана «Сиріанска». 16 березня 2011 року, після вдалого перегляду, підписав угоду за схемою 1+1 рік з новачком білоруської Вищої ліги ФК «Гомель». Першим голом за нову команду відзначився 2 квітня 2011 року в нічийному (1:1) матчі проти новополоцького «Нафтана». На початку 2013 року через проблеми зі здоров'ям призупинив футбольну кар'єру. Потім виступав за кіпріотський «Аріс» (Лімасол). Наприкінці кар'єри виступав на батьківщині за столичні «Інфорнет II» та «Ретро».

## Кар'єра в збірній
У футболці національної збірної Естонії дебютував 30 жовтня 1999 року в нічийному (1:1) товариському матчі проти Іраку. У футболці збірної провів понад 80 матчів, протягом багатьох років грав у центрі захисту разом з Райо Пійроєю. Брав участь у кваліфікаційних матчах чемпіонату Європи 2000, чемпіонату світу 2002, чемпіонату Європи 2004, чемпіонату світу 2006, чемпіонату Європи 2008 та чемпіонату світу 2010 років.

## Статистика виступів

### Клубна
| Сезон   | Клуб               | Країна      | Рівень | Матчі | Голи |
| ------- | ------------------ | ----------- | ------ | ----- | ---- |
| 2012    | «Аріс» (Лімасол)   | Кіпр        | I      | 10    | 1    |
| 2011    | «Гомель»           | Білорусь    | I      | 24    | 2    |
| 2010    | «Хімки»            | Росія       | II     | 8     | 0    |
| 2009/10 | «Нефтчі» (Баку)    | Азербайджан | I      | 2     | 0    |
| 2009    | «Вотфорд»          | Англія      | II     | 1     | 0    |
| 2008    | «Хімки»            | Росія       | I      | 10    | 1    |
| 2007    | «Хімки»            | Росія       | I      | 23    | 0    |
| 2006    | «Торпедо» (Москва) | Росія       | I      | 16    | 0    |
| 2005    | «Торпедо» (Москва) | Росія       | I      | 24    | 1    |
| 2004    | «Торпедо» (Москва) | Росія       | I      | 18    | 1    |
| 2003    | «Флора» (Таллінн)  | Естонія     | I      | 26    | 3    |
| 2002    | «Флора» (Таллінн)  | Естонія     | I      | 22    | 2    |
| 2001    | «Флора» (Таллінн)  | Естонія     | I      | 26    | 1    |
| 2000    | «Флора» (Таллінн)  | Естонія     | I      | 24    | 0    |
| 1999    | «Лелле»            | Естонія     | I      | 21    | 0    |
| 1998    | «Лелле»            | Естонія     | I      | 22    | 0    |
| 1997/98 | ТВМК (Таллінн)     | Естонія     | I      | 3     | 0    |
| 1996/97 | ТВМК (Таллінн)     | Естонія     | I      | 12    | 0    |
| 1995/96 | ТВМК (Таллінн)     | Естонія     | I      | 1     | 0    |

## Досягнення

### Клубні
«Флора» (Таллінн)
- Мейстріліга
  -  Чемпіон (3): 2001, 2002, 2003
  -  Срібний призер (1): 2000

- Кубок Естонії
  -  Фіналіст (2): 2001, 2003

- Суперкубок Естонії
  -  Володар (2): 2002, 2003

«Гомель»
- Кубок Білорусі
  -  Володар (1): 2011

### Індивідуальні
- Футболіст року в Естонії (1): 2004